# ベッツィー・ベイカー
ベッツィー・ベイカー（Betsy Baker、1842年8月20日 - 1955年10月24日）は、長寿世界一であったアメリカ人女性。生まれはイギリスで、4歳の時に移民としてアメリカに渡った。
確実な記録の残る1955年（ギネスブック初版発刊の年）以降、初めて長寿世界一になった人物である。ただし、1955年版のギネスブックに掲載されたという訳ではない。（1973年時点で史上最高齢の女性としてギネスブックに認定されていた人物が112歳のアリス・スティーヴンソンだったことからも、ベイカーの記録が1955年時点で認定されていなかったことがわかる。）
1955年10月、ネブラスカ州で死去。113歳65日。

## 死後
- 彼女が死去した後、誰が世界最高齢者になったかについては、マーサ・グラハムがベイカーの後の世界最高齢とされていた時期があったが[3]、グラハムの記録の信憑性には疑問があり2012年にその記録が取り消された。
- ベイカーの後の世界最高齢はグラハムではなくロザリア・スポト（1847年生 - 1957年没）とされるようになった[4]。2017年、スポトの記録が取り消される。
- ジェニー・ハウエル（1845年生 - 1956年没）がベイカーの次代の世界最高齢として認定され、現在に至っている[1]。